# ميركو ميسنر
ميركو ميسنر (بالألمانية: Mirko Messner) (و. 1948  م) هو سياسي، وكاتب نمساوي، ولد في سلوفينج غرادتس، هو عضوٌ في الحزب الشيوعي النمساوي.

## التعليم
تعلم في جامعة فيينا
.

## روابط خارجية
- ميركو ميسنر على موقع IMDb (الإنجليزية)